# 명의신탁
명의신탁(名義信託)은 등기부, 토지대장 등의 공부상의 소유명의가 수탁자에게 이전되지만 수탁자는 그 재산을 관리 처분할 권리, 의무를 부담하지 않는 신탁을 말한다. 원래 일제시대의 판례에서는 신탁이라고 불렀는데, 1960년대부터 명의신탁이라고 고쳐 부르기 시작했다...

## 사례
甲은 2015. 2.경 친구 乙과 ‘甲이 매수하고자 하는 X 토지의 소유명의만을 乙 앞으로 해 두되, 세금 등은 모두 甲이 부담한다’고 약정하였다. 그 후 甲은 丙과 丙 소유인 X 토지를 甲이 매수하는 내용의 매매계약을 체결하고, 丙에게 등기는 乙에게 이전하여 줄 것을 부탁하였고 丙이 이를 승낙하여 乙 명의의 소유권이전등기가 경료되었다.

## 법률관계
명의신탁계약에 의하여 수탁자 명의로 소유권이전등기가 경료되었다하더라도 내부적으로는 소유권은 이전되지 않고 신탁자가 보유한다. 신탁자는 언제나 수탁자에 대하여 소유권을 주장할 수 있다.

## 무효
부동산실명법 제4조에 의하면 무효이나 제3자에게 대항하지 못하므로 제3자가 명의신탁약정이 있다는 사실을 알았건 몰랐건 제3자는 유효하게 물권을 취득할 수 있다.

## 같이 보기
- 명의개서
- 명의사칭
- 계약명의신탁